# Lâm Hồng Long
Lâm Hồng Long (1926 – 21 tháng 3 năm 1997) là nghệ sĩ nhiếp ảnh Việt Nam. Ông được trao tặng Giải thưởng Hồ Chí Minh đợt I năm 1996.

## Tiểu sử và sự nghiệp
Ông sinh năm 1926 tại xã Phước Lộc, thị trấn La Gi, huyện Hàm Tân, tỉnh Bình Thuận. Ông là con của ông Lâm Thọ Vinh và bà Nguyễn Thị Mỹ, chủ tiệm thuốc bắc Liên Hoa đường Nguyễn Huệ. Lớn lên ông theo học nghề ảnh tại Hoa Quang, Phan Thiết. Năm 1944, ông tham gia cuộc thi ảnh báo chí, được đăng trên báo Tiếng Vang (L'Echo) ở Sài Gòn.
Ngày 24 tháng 8 năm 1945, ông tham gia khởi nghĩa cướp chính quyền ở Phan Thiết. Trong kháng chiến, ông hoạt động trong phong trào Hoa kiều chống Pháp. Năm 1951, ông bị Pháp bắt, bị giam ở nhà lao G.I Phan Thiết rồi chuyển ra nhà lao Nha Trang. Hết hạn tù, ông được trở về Phan Thiết rồi sau đó tiếp tục bị bắt giam ở trại an trí Đà Nẵng. Sau hiệp định Geneve, ông được trao trả tự do năm 1954.
Sau khi tập kết ra Bắc, ông trở thành phóng viên nhiếp ảnh thời sự của Thông tấn xã Việt Nam, phụ trách phần công nghiệp, nông nghiệp, tiểu thủ công nghiệp. Ngoài ra ông còn được giao nhiệm vụ chụp ảnh Chủ tịch Hồ Chí Minh. Những tấm ảnh khá nổi tiếng về đề tài Bác Hồ của ông đã ra đời như: Bác Hồ với các cháu thiếu nhi, Bác Hồ với các anh hùng dũng sĩ miền nam, Bác Hồ tặng hoa cho Mẹ Suốt, Bác trồng cây đa ở Vật Lại - Ba Vì... và đặc biệt là bức Bác Hồ bắt nhịp bài ca Kết đoàn. Bức ảnh nổi tiếng này ghi lại hình ảnh Hồ Chủ tịch đứng lên bục cầm đũa chỉ huy hát bài ca Kết đoàn trong dạ hội quần chúng tại công viên Bách Thảo chào mừng thành công Đại hội Đảng toàn quốc lần thứ III (Tháng 9 - 1960) .
Năm 1961, ông được cử vào đoàn chuyên gia Việt Nam sang giúp Bộ Thông tin Chính phủ Vương quốc Lào đào tạo cán bộ và xây dựng bộ phận nhiếp ảnh cho Thông tấn xã Lào. Năm 1964, trở về nước, ông lại tiếp tục công việc Bác, các lãnh tụ Đảng và quân dân miền Bắc chống chiến tranh phá hoại của Mỹ. Đầu năm 1973, ông được cử vào đoàn phóng viên chụp ảnh hoạt động của đoàn đại biểu Việt Nam Dân chủ Cộng hoà tại Hội nghị Paris. Năm 1975, ông tham gia chiến dịch Hồ Chí Minh, có mặt chụp ảnh tại các mặt trận Huế, Đà Nẵng, Nha Trang, Biên Hòa và Dinh Độc Lập (Sài Gòn). Bức ảnh nổi tiếng Mẹ con ngày gặp mặt (hay có tên khác là Ngày hội ngộ), chụp hình ảnh hai mẹ con người tử tù Côn Đảo gặp nhau sau ngày thống nhất tại bến Rạch Dừa, Vũng Tàu. Bức ảnh đã giúp ông được trao bằng Tuyên dương danh dự (Mencin Honor) tại Đại hội lần thứ 21 Liên đoàn Nhiếp ảnh nghệ thuật quốc tế (FIAP) họp tại Tây Ban Nha năm 1991. Người tù trong bức ảnh là anh Lê Văn Thức, hiện tại vẫn đang còn sống tại thành phố Hồ Chí Minh . Cùng với Bác Hồ bắt nhịp bài ca Kết đoàn, tấm ảnh này đã giúp ông giành được Giải thưởng Hồ Chí Minh về văn học nghệ thuật đợt 1 (1996).
Ngoài ra, cùng với chiếc máy ảnh Rolleiflex của mình, ông đã ghi được nhiều tác phẩm về các sự kiện chính trị, quân sự, ngoại giao có tính lịch sử trọng đại và có giá trị nghệ thuật cao. Nhiều tác phẩm ảnh thời sự của ông nhiều trên các sách báo và giành nhiều giải thưởng: B52 cháy trên bầu trời Hà Nội (1972) - giải A Hội Nhà báo Việt Nam, Giải phóng Biên Hòa (1975) - giải A báo Sài Gòn Giải Phóng, Vùng kinh tế mới ở Lâm Đồng (1978) - giải B báo Nhân dân và Mẻ Giang, Phong cảnh Hạ Long, Chăn nuôi lợn kinh tế... nhận được nhiều giải thưởng của Hội Nghệ sĩ Nhiếp ảnh Việt Nam.
Năm 1981, ông nghỉ hưu và sống tại phố An Bình, Quận 5, Thành phố Hồ Chí Minh. Ông lâm bệnh và mất ngày 21 tháng 3 năm 1997, thọ 72 tuổi.